# بن نوجون
بن نوجون  (بالإنجليزية: Ben Nugent)‏ (29 نونبر 1993 المملكة المتحدة) هو لاعب كرة قدم بريطاني يلعب كمدافع.

## روابط خارجية
- بن نوجون على موقع قاعدة بيانات كرة القدم.إي يو (الإنجليزية)
- بن نوجون على موقع Soccerbase.com (لاعب) (الإنجليزية)
- بن نوجون على موقع GSA (الإنجليزية)